# Loutteisen-Kuikkasuon-Tarpisen alue
Loutteisen-Kuikkasuon-Tarpisen alue este o arie protejată (arie specială de conservare — SAC, sit de importanță comunitară — SCI) din Finlanda întinsă pe o suprafață de 51 ha, integral pe uscat.

## Localizare
Centrul sitului Loutteisen-Kuikkasuon-Tarpisen alue este situat la coordonatele 63°13′49″N 28°00′24″E / 63.2303°N 28.0067°E.

## Înființare
Situl Loutteisen-Kuikkasuon-Tarpisen alue a fost declarat sit de importanță comunitară în august 1998 pentru a proteja 3 specii de plante. Situl a fost protejat și ca arie specială de conservare în aprilie 2015.

## Biodiversitate
Situată în ecoregiunea boreală, aria protejată conține 6 habitate naturale: Lacuri și iazuri distrofice naturale, Cursuri de apă de la nivel de câmpie la nivel montan, cu vegetație Ranunculion fluitantis și Callitricho-Batrachion, Mlaștini alcaline, Pante stâncoase calcaroase cu vegetație casmofită, Păduri fino-scandinave bogate în ierburi cu Picea abies, Mlaștini împădurite.
La baza desemnării sitului se află mai multe specii protejate de  plante (3): Hamatocaulis vernicosus, Herzogiella turfacea, Meesia longiseta.
Pe lângă speciile protejate, pe teritoriul sitului au mai fost identificate 15 specii de plante, 1 specie de pești.